# Andrej Lukanov
Andrej Karlov Lukanov (bulharsky Андрей Карлов Луканов; 26. září 1938, Moskva – 2. října 1996, Sofie) byl bulharský politik, poslední komunistický a první demokratický premiér Bulharska a důležitá postava bulharského přechodu k demokracii na počátku 90. let.

## Životopis
Narodil se v Moskvě, v rodině bulharských komunistických emigrantů do Sovětského svazu. Jeho otec, Karlo Lukanov, se do Bulharska vrátil i s rodinou po převzetí moci komunisty, v roce 1944 (tehdy bylo Andrejovi šest let), a v letech 1956-1962 byl ministrem zahraničních věcí Bulharska. Andrej vstoupil v roce 1963 do Komunistické strany Bulharska a po vzoru svého otce se vydal do diplomacie.
Pracoval mj. pro bulharské zastoupení v OSN. V roce 1987 se stal ministrem zahraničního obchodu. Roku 1989 rezignoval. Tehdy se postavil do čela reformního křídla bulharských komunistů a podílel se na svržení dlouholetého vůdce Todora Živkova. 3. února pak byl Lukanov jmenován předsedou vlády. Podílel se v tomto období na transformaci Bulharské komunistické strany v Bulharskou socialistickou stranu, která převzala sociálnědemokratický program. V roce 1990 proběhly první svobodné volby od roku 1931, ve kterých socialisté vyhráli a Lukanov tak zůstal na pozici premiéra. Tím se stal, svým způsobem, prvním demokraticky zvoleným předsedou vlády v novodobé historii Bulharska. Opozice však uspořádala mohutné protesty a generální stávku. Argumentovala, že postkomunistický politik nemá právo vést Bulharsko do svobodné éry. Navíc se zhoršovala situace ekonomická. Pod tímto tlakem Lukanov rezignoval a vlády se ujal úřednický kabinet Dimitara Popova.
V roce 1992 byl Lukanov zatčen a obviněn ze zpronevěry, brzy byl však propuštěn a obvinění se neprokázala. Zůstal významným představitelem strany, časem se stal kritikem nového vedení a zejména tehdejšího lídra socialistické strany a předsedy vlády Žana Videnova. V roce 1996 byl Lukanov zavražděn. Byl střelen do hlavy a hrudi neznámým střelcem, který nikdy nebyl dopaden. Zatčen byl roku 1999 stavitel a majitel firmy Orion Angel Vasilev, jenž byl blízký Žanu Videnovovi. Vasilev si podle státního zástupce vraždu objednal, ale soud nakonec zbavil všech obvinění jeho i údajné vykonavatele. Navíc Štrasburský soud později potvrdil, že byli při výsleších mučeni a Bulharsko je muselo odškodnit.